# Jan Brictius
Jan Brictius (ur. 4 kwietnia 1658 w Reszlu, zm. 9 października 1710 w Braniewie) – polski jezuita, doktor teologii, pisarz ascetyczny, pedagog, tłumacz na język polski.

## Życiorys

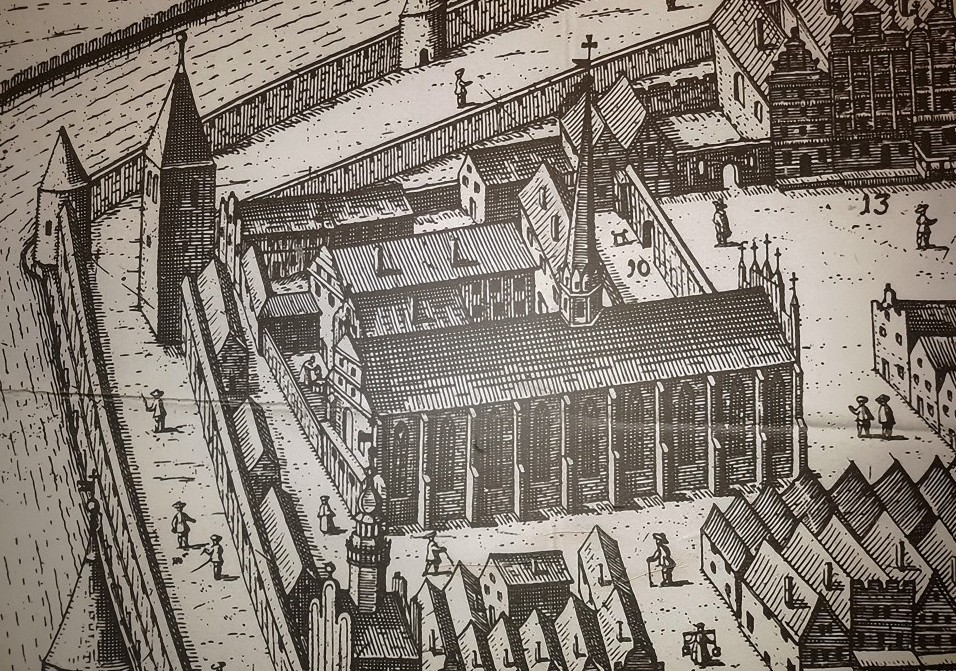
Kościół jezuitów, w którym o. Brictius został pochowany

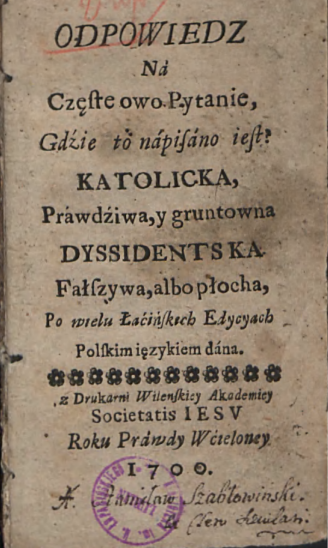
Jan Brictius Odpowiedz na częste owo pytanie, Wilno 1700

Urodził się w Reszlu na Warmii w rodzinie Ambrożego i Anny. Pierwsze nauki pobierał w Reszlu, następnie kształcił się w Braniewie i w Wilnie. Do nowicjatu zakonu jezuitów wstąpił w 1675. W 1688 ukończył studia teologiczne w Kolegium Jezuitów w Braniewie i przyjął święcenia kapłańskie. W latach 1689–1691 był misjonarzem w Królewcu. Następnie rozpoczął karierę naukową. W latach 1693–1695 był profesorem filozofii w Pułtusku, 1695–1701, 1702–3, 1707–8 filozofii, teologii scholastycznej i polemicznej oraz prawa kanonicznego w Akademii Wileńskiej, 1701–1702 w kolegium jezuickim w Braniewie, 1703–1705 w Warszawie, 1705–1707 w Pińsku i 1708–1710 samego prawa kanonicznego w Braniewie.
Zmarł w Braniewie w czasie zarazy 9 października 1710, opiekując się chorymi. Była to największa w historii fala dżumy w Prusach, która pochłonęła 200–250 tys. ofiar (1/3 ludności).
Tamże został pochowany w kościele jezuickim. W zwyczajnych okolicznościach ciała zmarłych jezuitów chowano we wspólnym grobie w krypcie kościoła Najświętszej Maryi Panny (na miedziorycie). Tę praktykę zmieniono już na początku epidemii dżumy w Braniewie. Ażeby chronić się przed niezdrowymi wyziewami (tzw. miazmatami), wyznaczano dla zmarłych na dżumę w świątyni inne miejsce niż wspólny grób zakonników, tj. przy wejściu do chóru.
Marcin Brictius (ur. 1665 w Reszlu), jezuita, pedagog, kaznodzieja, egzegeta Pisma Świętego, rektor kolegium jezuickiego w Braniewie, był prawdopodobnie jego bliskim krewnym.

## Spuścizna
Pozostawił po sobie szereg prac teologiczno-filozoficznych i panegirycznych w języku łacińskim, m.in. Filii Mariae (1697), Imago filiationis Mariae (1743). Wydał również moralizatorską biografię biskupa kijowskiego Tomasza Ujejskiego Vita venerabilis Thomae de Rupniew Ujeyski (Braniewo, 1707) oraz przetłumaczył na język polski dzieło Mathiasa Nennichena Odpowiedz Na Częste owo Pytanie Gdzie to napisano iest? (Wilno 1707).